# Rudolf Oberhauser (Geologe)
Rudolf Oberhauser (* 14. September 1926 in Götzis, Vorarlberg; † 5. August 2008) war ein österreichischer Geologe.
Oberhauser studierte an der Universität Innsbruck (neben Geologie auch Psychologie und Philosophie) und wurde dort 1951 über die Geologie eines Teils des Bregenzerwaldes promoviert (Geologie des Gebietes zwischen Canisfluh und Hohem Ifen). Dabei befasste er sich auch mit Mikropaläontologie zur stratigraphischen Einordnung der Schichten (insbesondere mit Foraminiferen), was er in zwei Jahren am Geologischen Institut der Türkei in Ankara vertiefte. Ab 1955 war er an der Geologischen Bundesanstalt Wien, wo er sich besonders mit Vorarlberg befasste. 1998 veröffentlichte er eine tektonische Übersichtskarte von Vorarlberg im Maßstab 1:200.000 (die geologische Karte 1:100.000 folgte 2008). Er war 1980 Herausgeber des Buches Der Geologische Aufbau Österreichs der Geologischen Bundesanstalt.
Er befasste sich auch mit der laiengerechten Vermittlung geologischer Kenntnisse, betreute Exkursionen und legte einen geologischen Lehrpfad in seiner Heimatgemeinde an. 1991 erhielt er die Goldene Medaille des Slowakischen Geologischen Dienstes und 1993 die Eduard-Sueß-Gedenkmünze der Österreichischen Geologischen Gesellschaft, deren Ehrenmitglied er war. 1993 wurde er Ehrenmitglied des Oberrheinischen Geologischen Vereins (OGV). 2007 erhielt er das Große Verdienstzeichen des Landes Vorarlberg.

## Publikationen
- Rudolf Oberhauser (Hrsg.): Der Geologische Aufbau Österreichs. Springer Verlag, Wien 1980, ISBN 978-3-211-81556-4 (eingeschränkte Vorschau in der Google-Buchsuche).